# Куп Југославије у фудбалу 1962/63.
Куп Југославије у фудбалу 1962/63. је такмичење у организацији Фудбалског савеза Југославије на коме је учествовало укупно 2.383 екипа из ФНРЈ. У завршницу се пласирало 32 клубова (и то 11 из НР Србије, по 7 из НР Хрватске и НР Босне и Херцеговине, три клуба из НР Црне Горе, и по два клуба из НР Македоније и НР Словеније).
Завршно такмичење је почело 16. децембра 1962. и трајало је до 26. маја 1963. када је одиграна финална утакмица.

## Шеснаестина финала
| Утак. | Клуб, Место           | Резултат       | Клуб, Место              |
| ----- | --------------------- | -------------- | ------------------------ |
| 1.    | Хајдук Сплит          | 3:1            | Партизан Београд         |
| 2.    | Нови Сад              | 1:0            | Трешњевка Загреб         |
| 3.    | Олимпија Љубљана      | 2:4            | Будућност Титоград       |
| 4.    | Рудар Какањ           | 0:4            | Динамо Загреб            |
| 5.    | Раднички Београд      | 0:1            | Војводина Нови Сад       |
| 6.    | Пролетер Зрењанин     | 2:3            | Борац Бања Лука          |
| 7.    | Марибор               | 3:0            | Ријека                   |
| 8.    | Славонија Осијек      | 1:0            | Вележ Мостар             |
| 9.    | Карловац              | 0:1            | ОФК Београд              |
| 10.   | Шибеник               | 3:1 (1:1, 1:0) | Раднички Ниш             |
| 11.   | Жељезничар Сарајево   | 2:5 (2:2, 1:0) | Срем Сремска Митровица   |
| 12.   | Сарајево              | 2:4 (2:2, 1:0) | Вардар Скопље            |
| 13.   | Слобода Тузла         | 2:1 (1:1, 1:1) | Рудар Косовска Митровица |
| 14.   | Јединство Бијело Поље | 0-1            | Сутјеска Никшић          |
| 15.   | Младеновац            | 2-6            | Челик Зеница             |
| 16.   | Победа Прилеп         | 2-8            | Црвена звезда Београд    |

## Осмина финала
| Утак. | Клуб, Место            | Резултат       | Клуб, Место        |
| ----- | ---------------------- | -------------- | ------------------ |
| 1.    | Борац Бања Лука        | 1:2            | Челик Зеница       |
| 2.    | Сутјеска Никшић        | 4:2            | Славонија Осијек   |
| 3.    | Динамо Загреб          | 3:0 (0:0, 0:0) | Слобода Тузла      |
| 4.    | Вардар Скопље          | 2:1            | Будућност Титоград |
| 5.    | ОФК Београд            | 0:1            | Војводина Нови Сад |
| 6.    | Црвена звезда Београд  | 4:2            | Шибеник            |
| 7.    | Срем Сремска Митровица | 4:0            | Нови Сад           |
| 8.    | Хајдук Сплит           | 2:0 (0:0, 0:0) | Марибор            |

## Четрвртфинале
| Утак. | Клуб, Место            | Резултат                | Клуб, Место           |
| ----- | ---------------------- | ----------------------- | --------------------- |
| 1.    | Челик Зеница           | 0:1                     | Сутјеска Никшић       |
| 2.    | Динамо Загреб          | 2:1                     | Вардар Скопље         |
| 3.    | Војводина Нови Сад     | 0:0 (0:0, 0:0) 4:1 пен. | Црвена звезда Београд |
| 4.    | Срем Сремска Митровица | 1:4                     | Хајдук Сплит          |

## Полуфинале
| Утак. | Клуб, Место        | Резултат                | Клуб, Место   |
| ----- | ------------------ | ----------------------- | ------------- |
| 1.    | Сутјеска Никшић    | 0:0 (0:0, 0:0) 2:4 пен. | Динамо Загреб |
| 2.    | Војводина Нови Сад | 2:2 (2:2, 1:2) 5:7 пен. | Хајдук Сплит  |

## Финале
| Победник Купа Југославије у фудбалу 1962/63. |
| -------------------------------------------- |
| НК Динамо Загреб 3. титула.                  |

| Домаћи клуб                           | Резултат | Гостујући клуб |
| ------------------------------------- | --- | --- |
| Динамо Загреб                         | 4:1 (0:1) | Хајдук Сплит |
| Датум                                 | 26. мај 1963. | 26. мај 1963. |
| Стадион                               | Стадион ЈНА, Београд | Стадион ЈНА, Београд |
| Гледалаца                             | 30.000 | 30.000 |
| Судија                                | К. Зечевић (Београд) | К. Зечевић (Београд) |
| НК Динамо (тренер: Милан Антолковић)  | Златко Шкорић, Рудолф Белин, Мирко Браун, Златко Бишћан, Влатко Марковић, Жељко Перушић, Зденко Кобешћак, Славен Замбата, Жељко Матуш, Томислав Кнез, Стјепан Ламза | Златко Шкорић, Рудолф Белин, Мирко Браун, Златко Бишћан, Влатко Марковић, Жељко Перушић, Зденко Кобешћак, Славен Замбата, Жељко Матуш, Томислав Кнез, Стјепан Ламза |
| НК Хајдук (тренер: Флоријан Матекало) | Анте Јурић, Винко Куци, Паве Гаров, Марин Ковачић, Стјепан Илић, Мирослав Бркљача, Иван Хлевњак, Андрија Анковић, Златко Папац, Звонко Бего, Вељко Зубер            | Анте Јурић, Винко Куци, Паве Гаров, Марин Ковачић, Стјепан Илић, Мирослав Бркљача, Иван Хлевњак, Андрија Анковић, Златко Папац, Звонко Бего, Вељко Зубер            |
| Стрелци                               | 0-1 Анковић 35', 1:1 Замбата 65', 2:1 Браун 68', 3:1 Замбата 79', 4:1 Замбата 81'                                                                                   | 0-1 Анковић 35', 1:1 Замбата 65', 2:1 Браун 68', 3:1 Замбата 79', 4:1 Замбата 81'                                                                                   |

## Резултати победника Купа Југославије 1962/63. уКупу победника купова 1963/64.
| Ранг          | Клуб     | Држава   | укупан рез. | Држава | Клуб          | 1. утак. | 2. утак. |
| ------------- | -------- | -------- | ----------- | ------ | ------------- | -------- | -------- |
| Квалификације | Линц АСК | Аустрија | 1:1         | СФРЈ   | Динамо Загреб | 1:0      | 0:1      |
| Прво коло     | Селтик   | Шкотска  | 4:2         | СФРЈ   | Динамо Загреб | 3:0      | 1:2      |